# Jardim Botânico Nacional da Bélgica

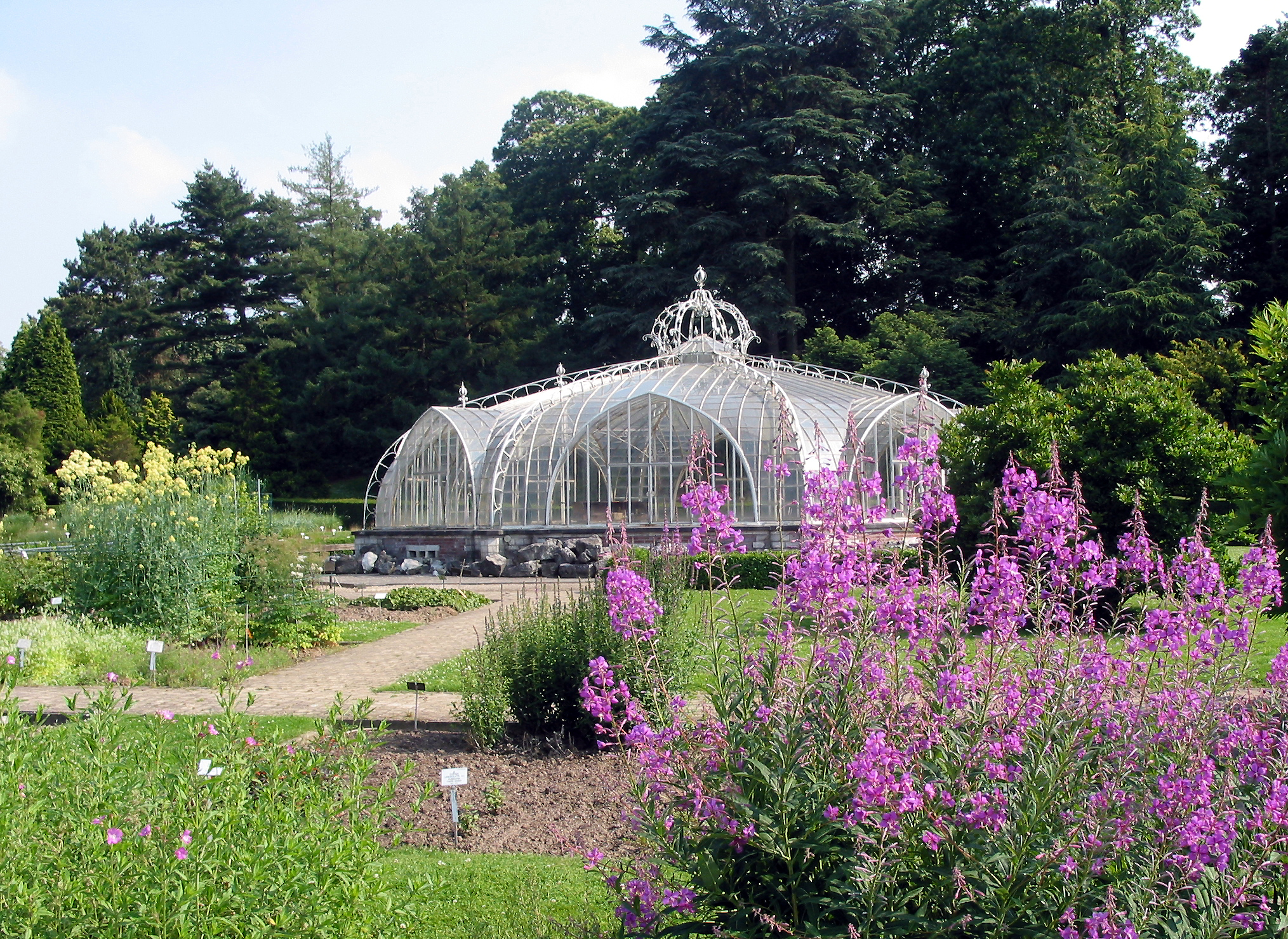
Uma estufa do Jardim Botânico Nacional da Bélgica.

O Jardim Botânico Nacional da Bélgica está localizado nos domínios de Bouchout (veja Castelo de Bouchout), em Meise, ao norte de Bruxelas. É um dos maiores jardins botânicos do mundo, com uma grande coleção de plantas vivificantes e herbário. Estabelecido em 1958, possui também laboratórios e estufas.
O Jardim Botânico contém 18 mil espécies de plantas — quase 6% de todas as espécies de plantas conhecidas no mundo. Metade delas estão em estufas; a outra metade, incluindo plantas nativas e cultivadas, está do lado de fora. Os jardins estão agrupados em volta do castelo e do lago.
A missão do Jardim Botânico Nacional da Bélgica é melhorar e estender o "conhecimento das plantas, contribuindo para a conservação da biodiversidade".

## Galeria

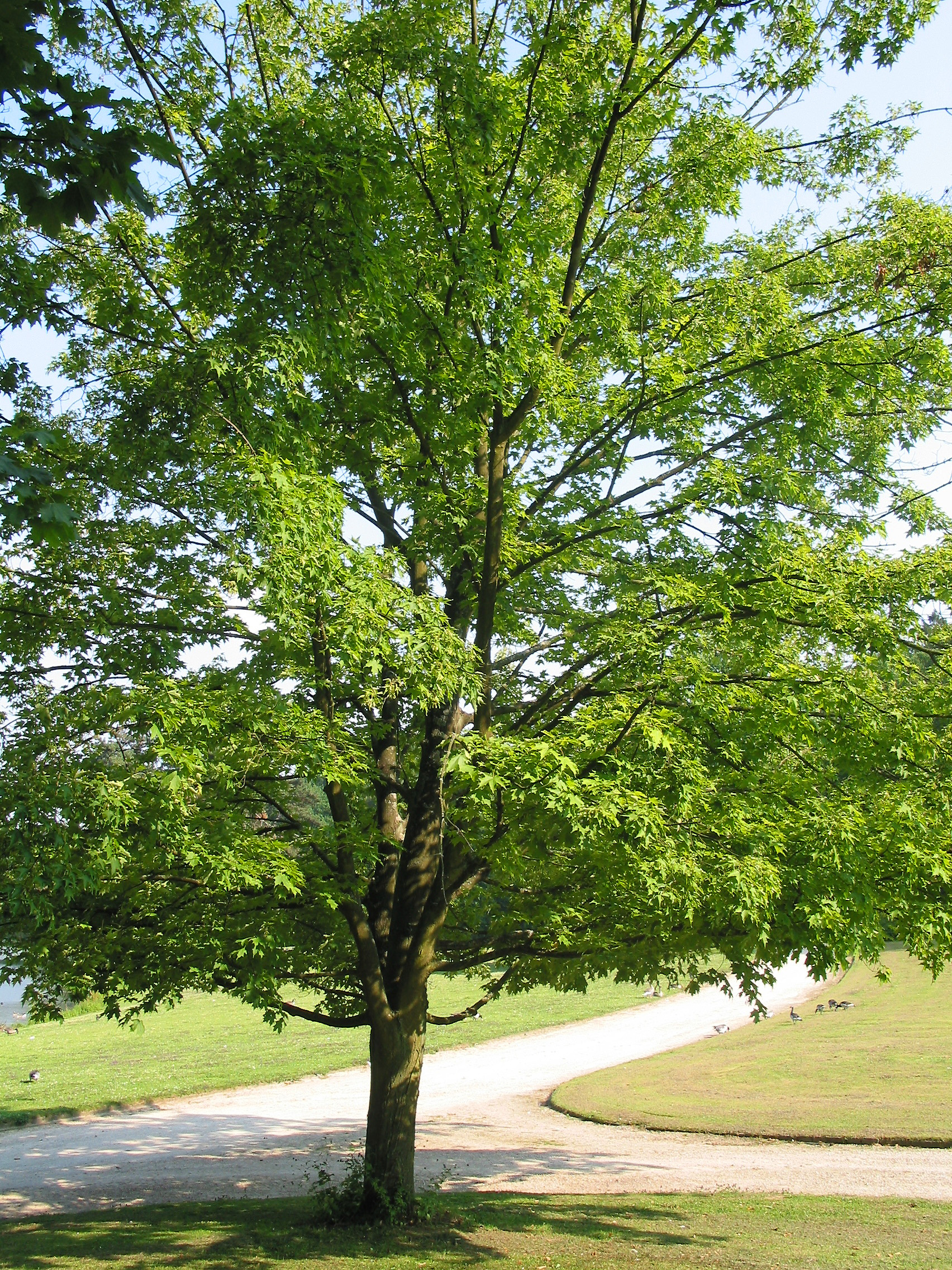
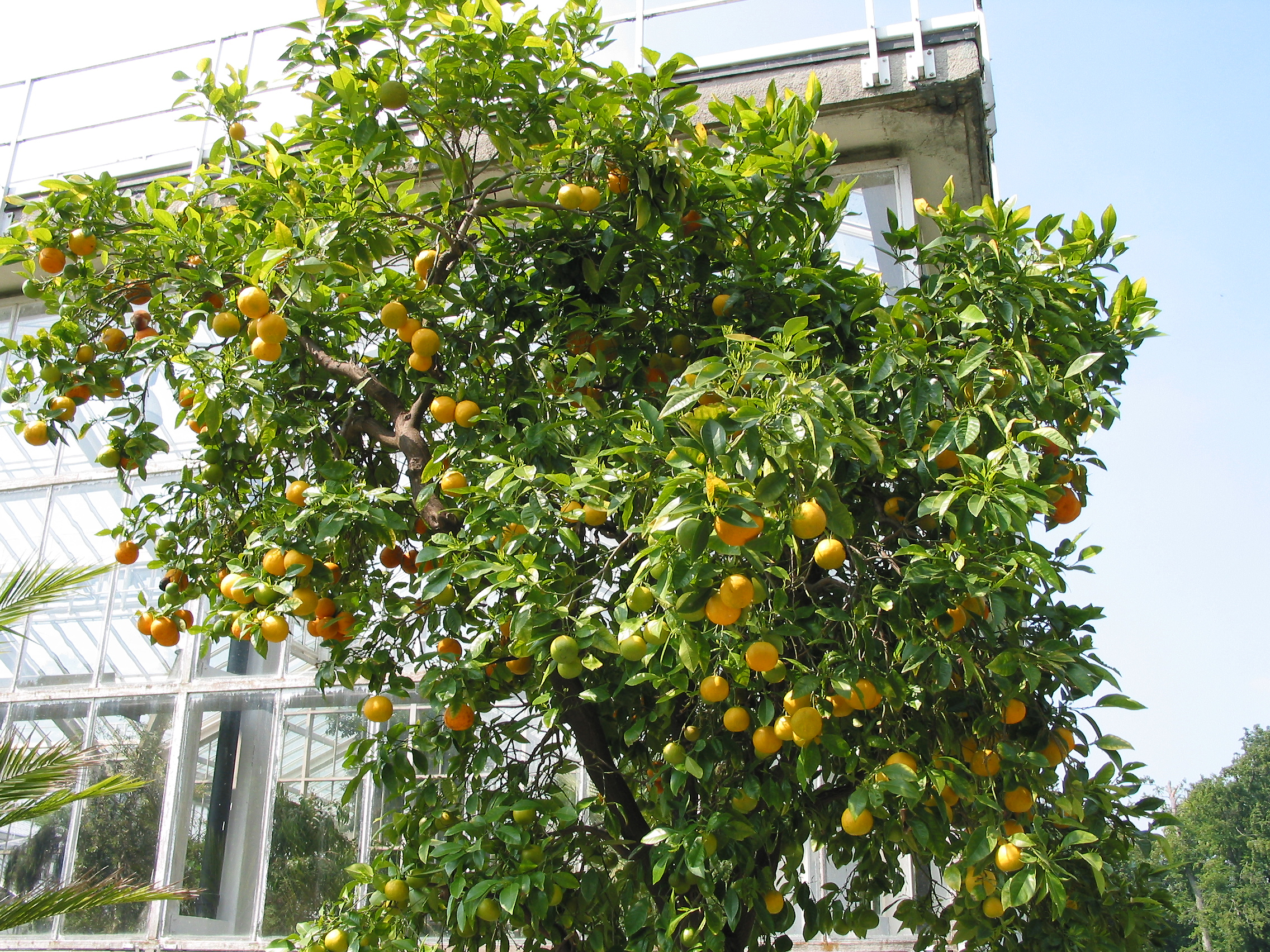
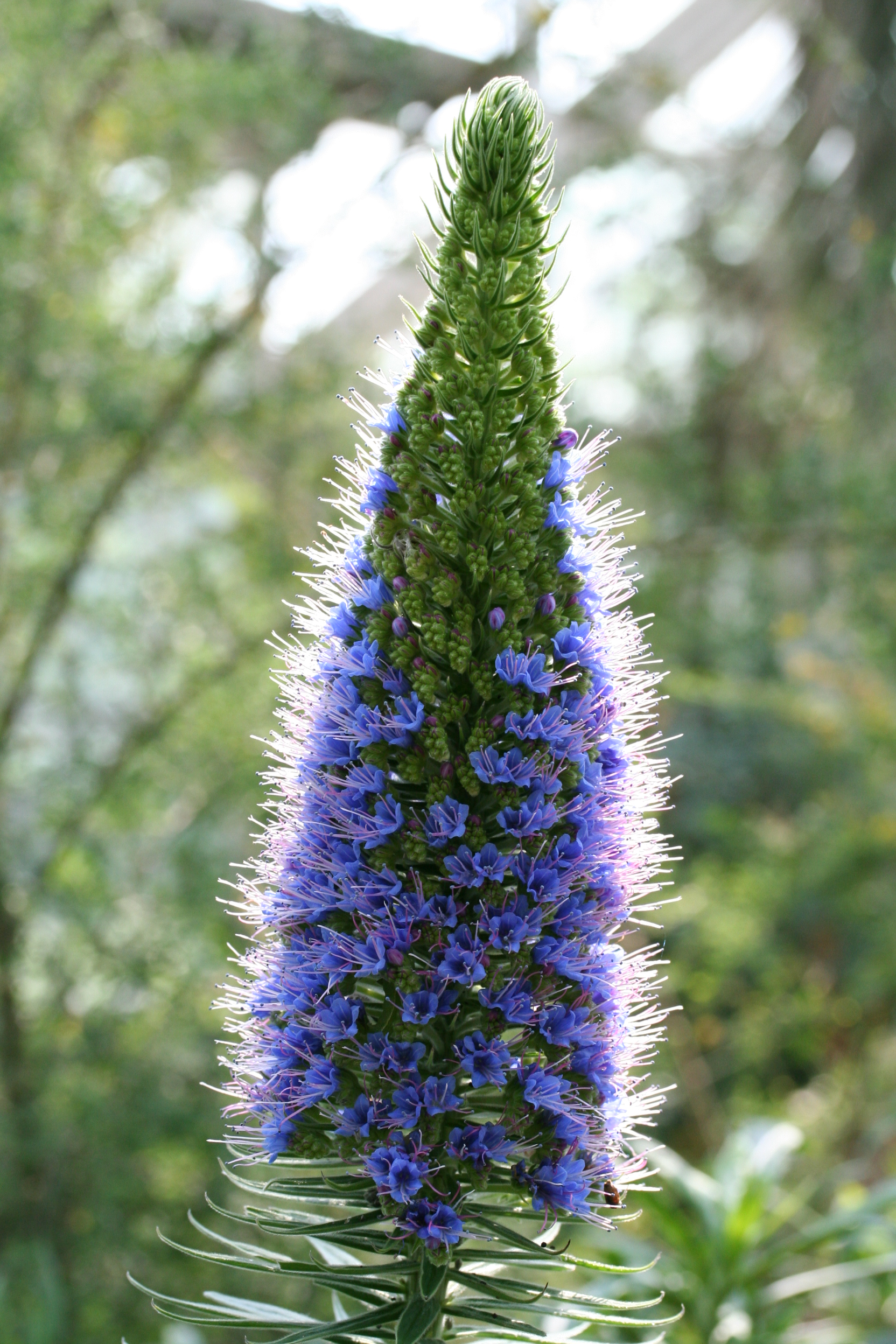
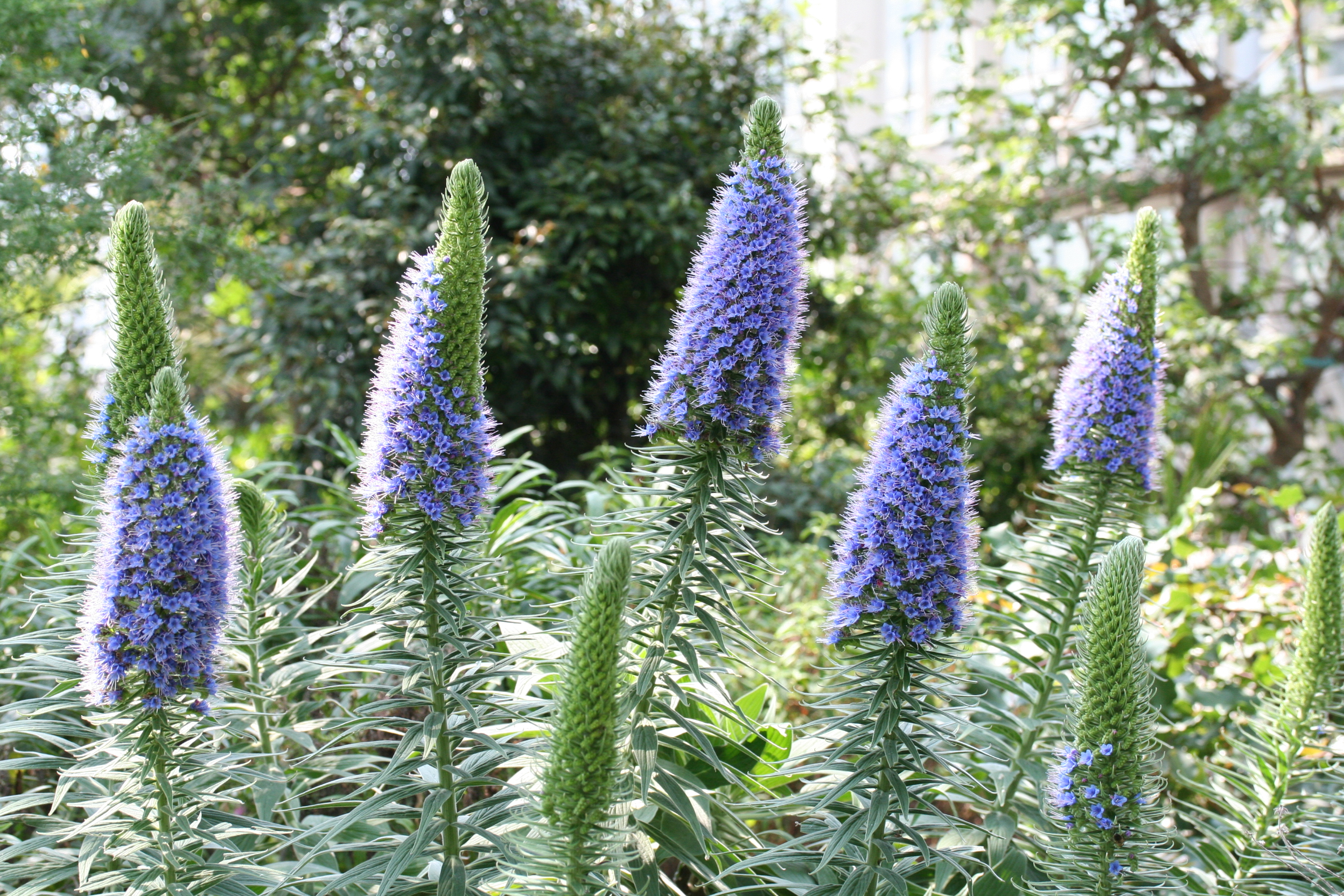
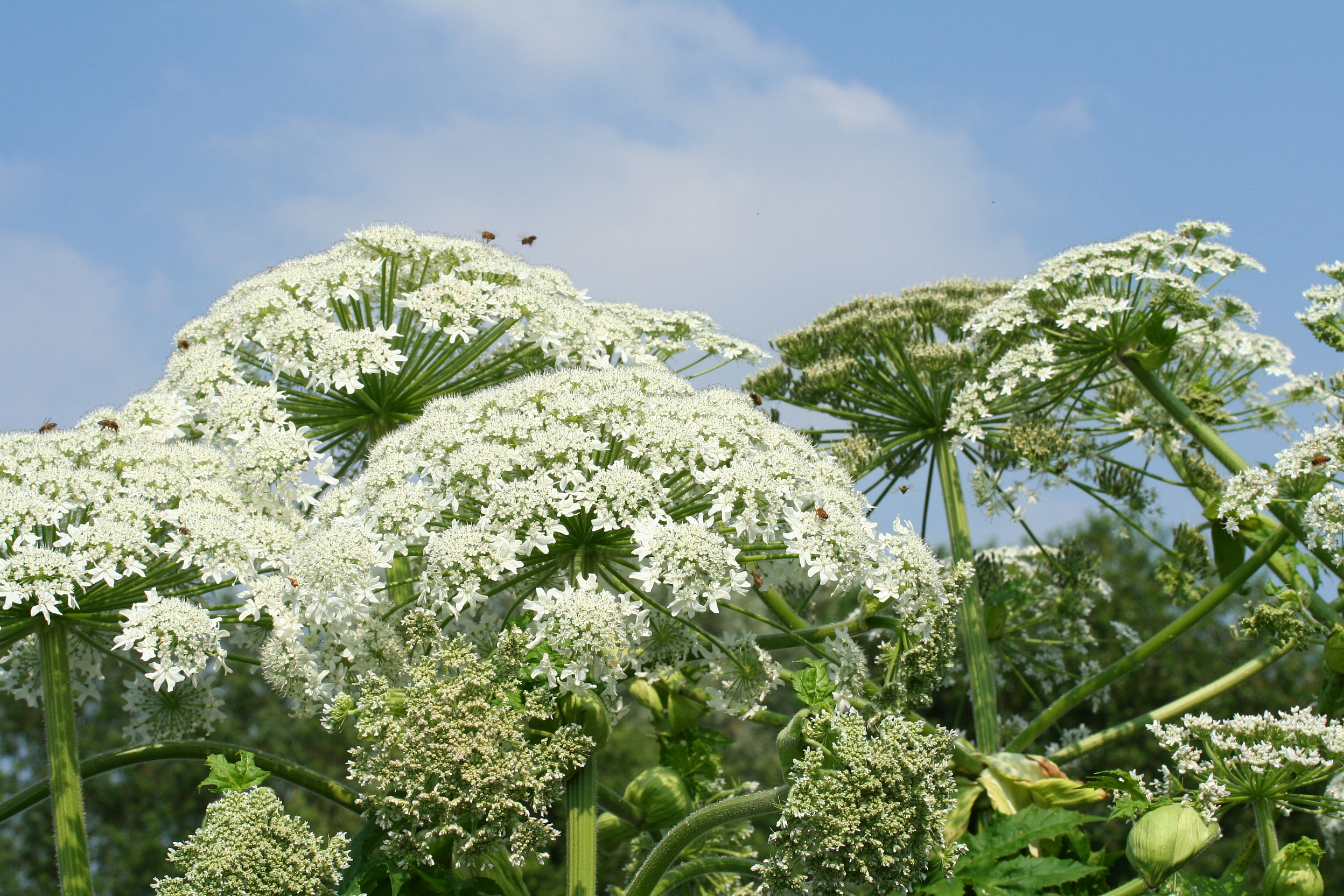
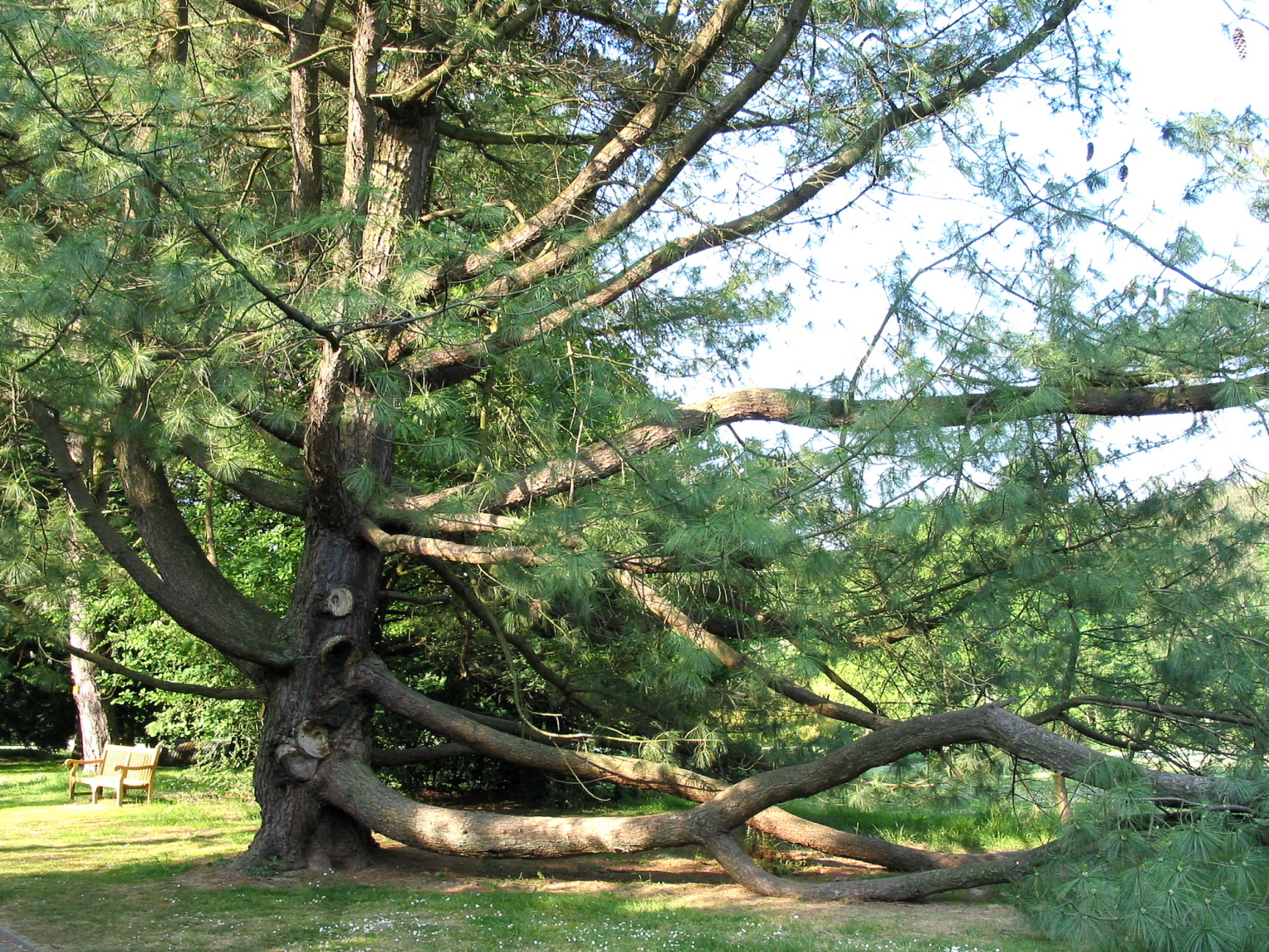
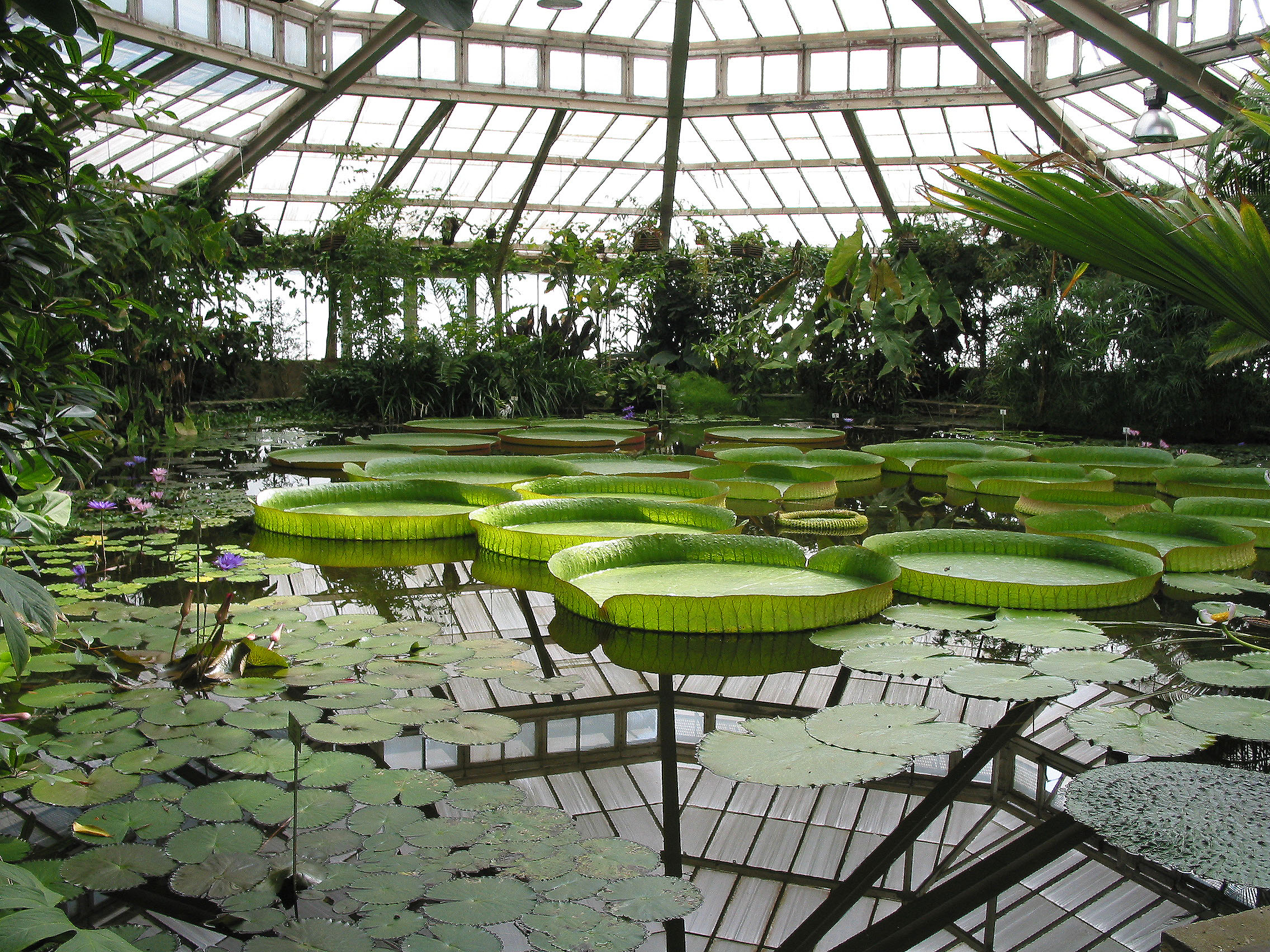
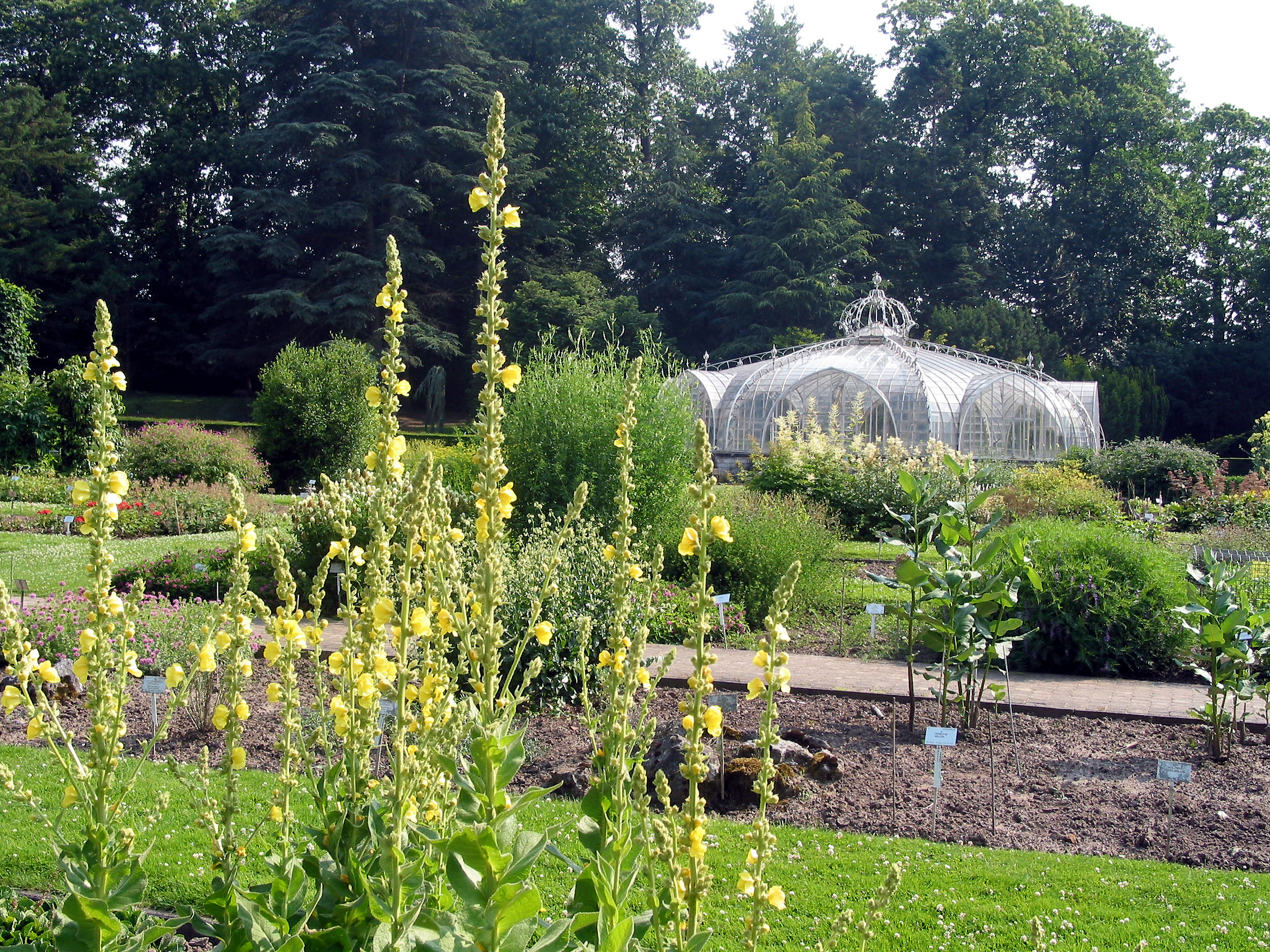
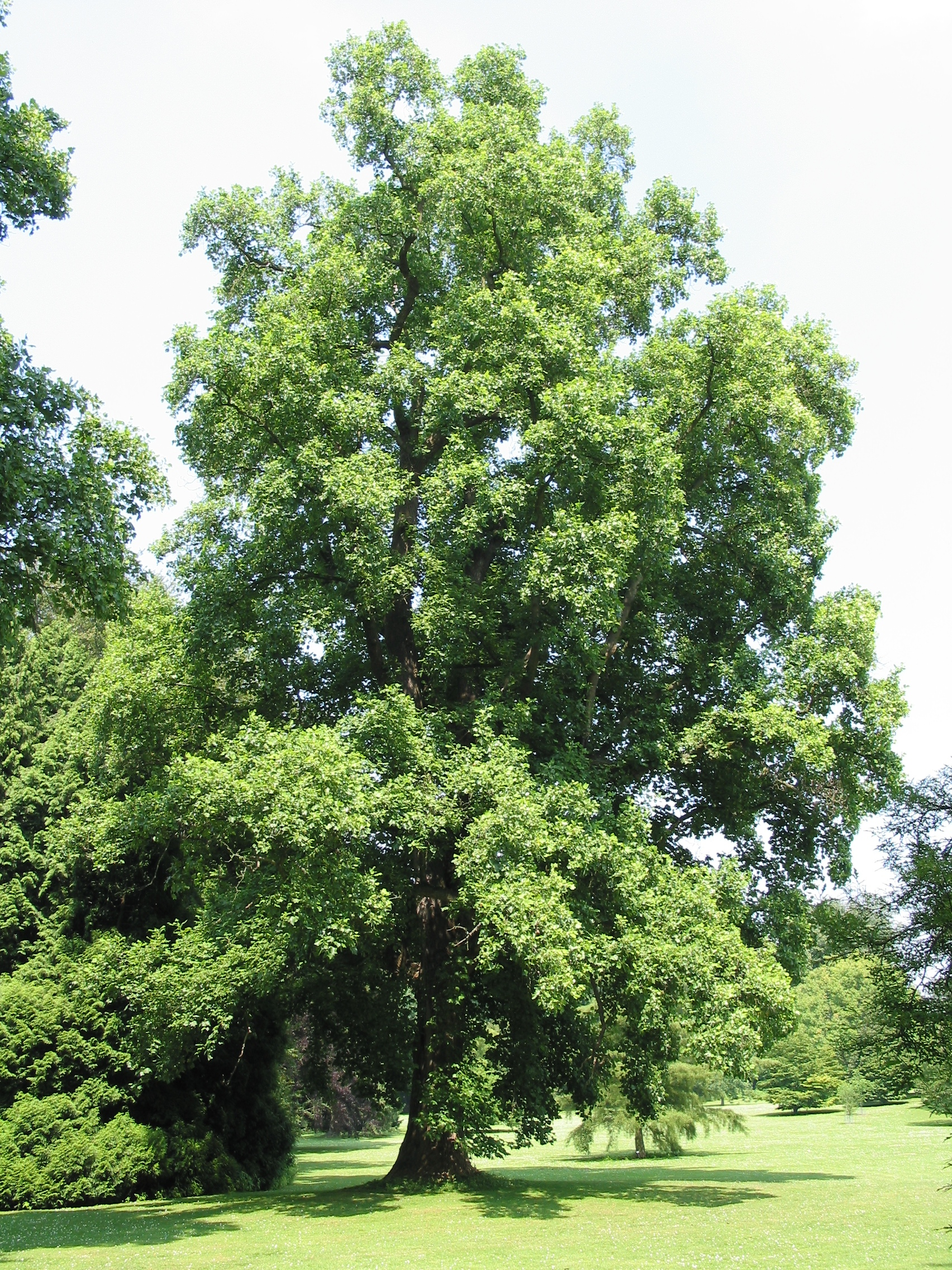
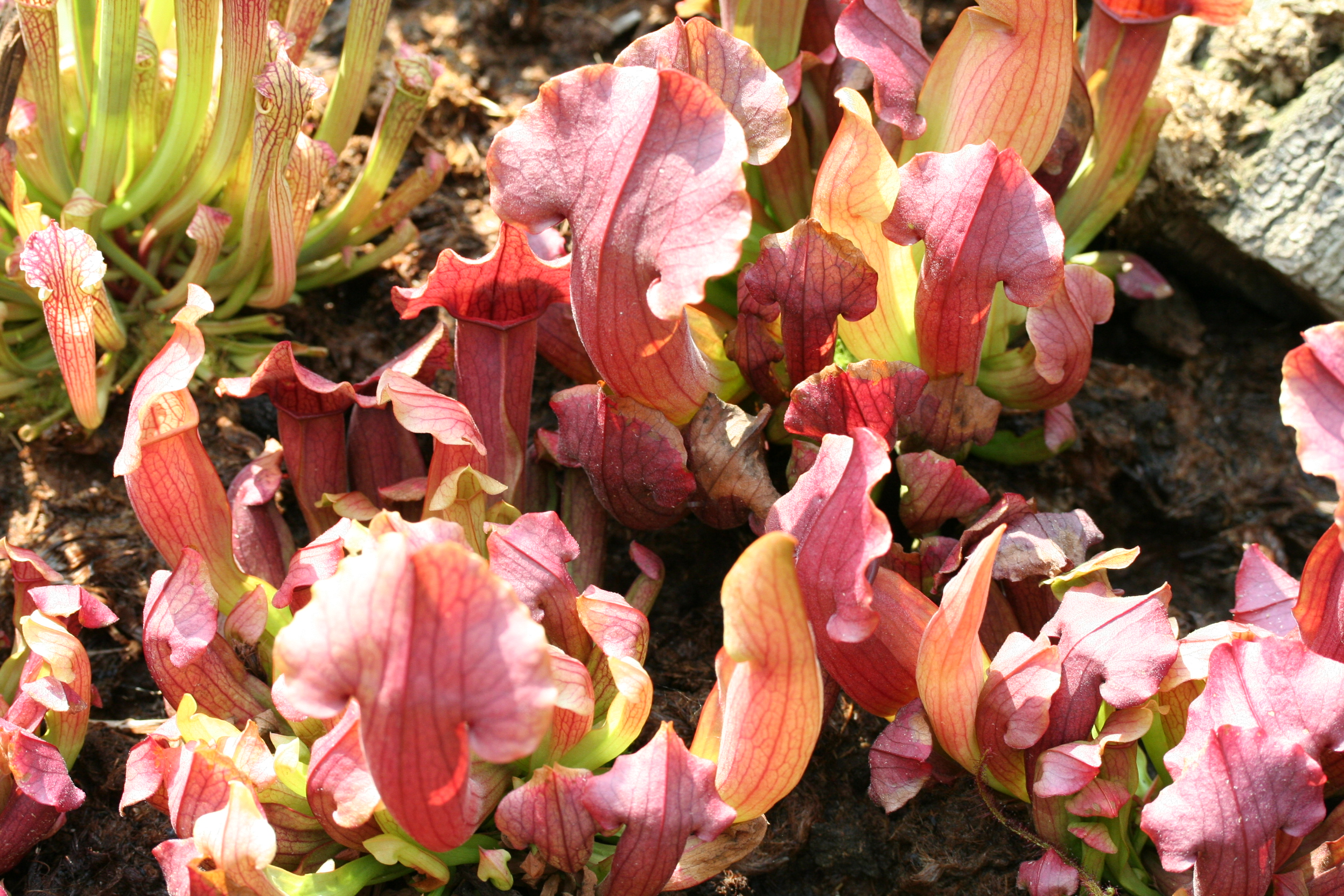
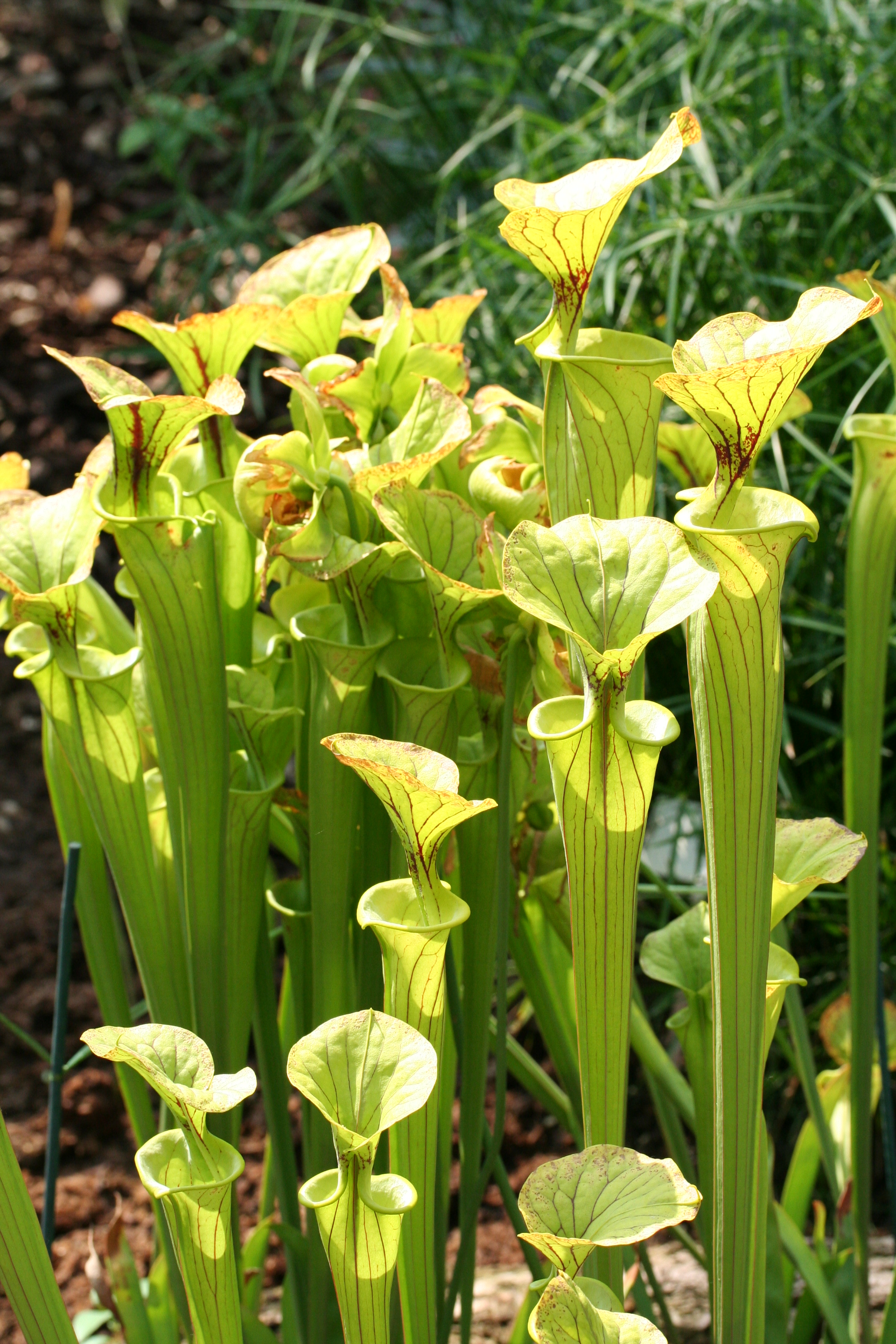
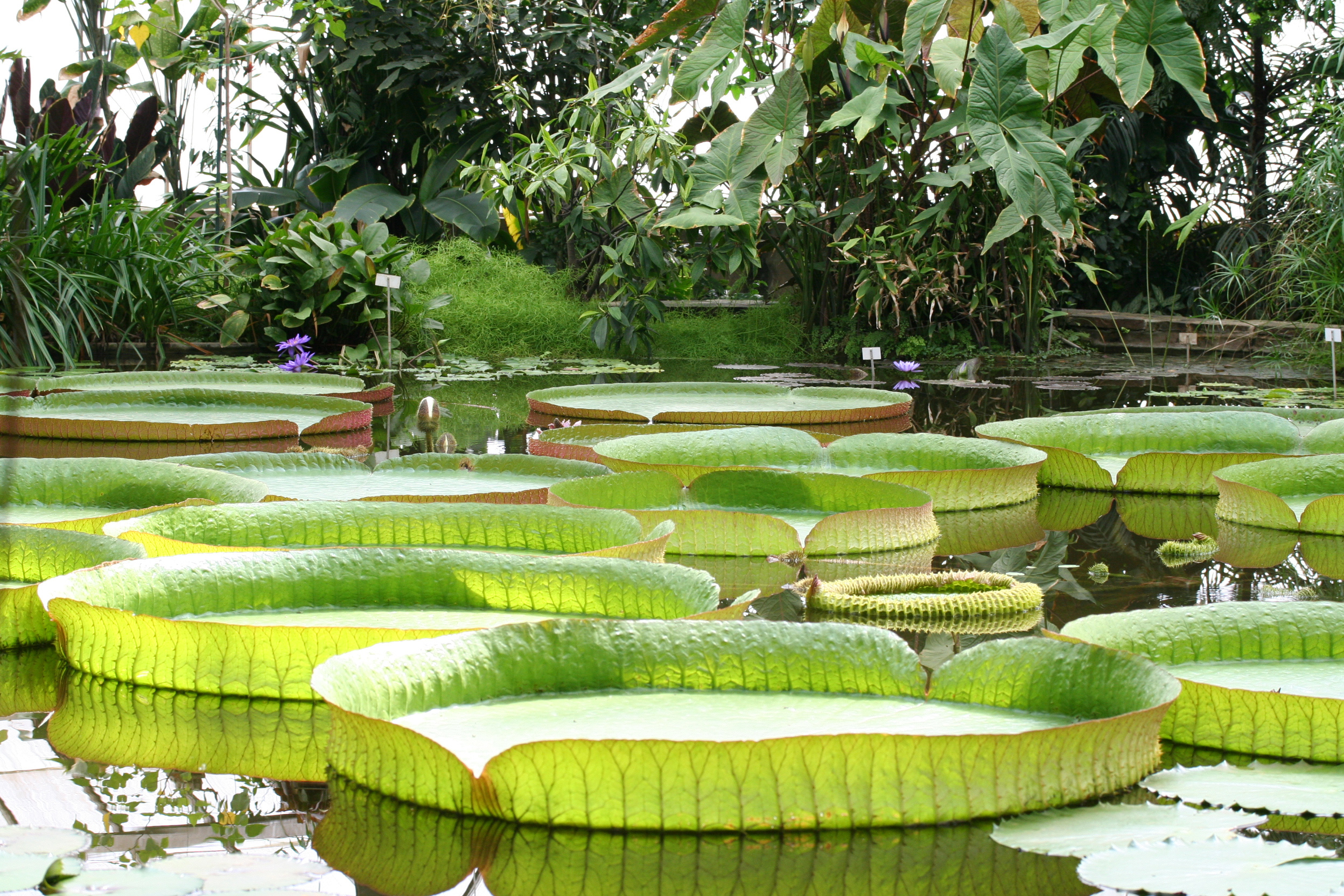